# Tarumajaya (plaats)
Tarumajaya is een bestuurslaag in het regentschap Bandung van de provincie West-Java, Indonesië. Tarumajaya telt 13.949 inwoners (volkstelling 2010).